# اندازه دید (زمین‌سنجی)
در هندسه، اندازه دید (به انگلیسی: Visibility)، یک انتزاع ریاضی از مفهوم واقعی دید است.
با توجه به مجموعه‌ای از موانع در فضای اقلیدسی، دو نقطه در فضا برای یکدیگر قابل دیدن هستند، اگر پاره‌خطی که به آنها می‌پیوندد هیچ مانعی را قطع نکند. (در جو زمین، نور مسیر کمی خمیده را دنبال می‌کند که کاملاً قابل پیش‌بینی نیست و محاسبه دید واقعی را پیچیده می‌کند)
محاسبه دید یکی از مشکلات اساسی در هندسه محاسباتی است و در گرافیک کامپیوتری، برنامه‌ریزی حرکتی و دیگر زمینه‌ها کاربرد دارد.